# كارل شومان
كارل شومان (Carl Schuhmann) هو لاعب أولمبي لرياضة الجمباز، مصارعة من ألمانيا. شارك في الأولمبياد الصيفي في 1896، وفاز بما مجموعه 4 ميداليات.

## الميداليات
| ذهب | فضة | برونز | المجموع |
| 4   | 0   | 0     | 4       |

## روابط خارجية
- كارل شومان على موقع قاعدة بيانات المصارعة الدولية (الإنجليزية)
- كارل شومان على موقع اللجنة الأولمبية الدولية (الإنجليزية)
- كارل شومان على موقع أوليمبيديا (الإنجليزية)